# Music for a Big Night Out
Music for a Big Night Out — шестнадцатый студийный альбом немецкой группы Scooter. Был выпущен 2 ноября 2012 года. В первую неделю продаж занял 10 место в немецком чарте альбомов. Сингл «4 AM» вышел 7 сентября 2012 года, а «Army of Hardcore» был выпущен в тот же день, что и альбом.

## Список композиций
Музыка, слова, аранжировка — Эйч Пи Бакстер, Рик Джордан, Михаэль Симон. Текст — Эйч Пи Бакстер.
| №   | Название               | Автор(ы)                                                                                   | Длительность |
| --- | ---------------------- | ------------------------------------------------------------------------------------------ | ------------ |
| 1.  | «Full Moon»            | Эйч Пи Бакстер Рик Джордан Михаэль Симон Йенс Теле Ахим Яннсен                             | 1:50         |
| 2.  | «I'm a Raver, Baby»    | Бек Карл Стивенсон                                                                         | 3:16         |
| 3.  | «Army of Hardcore»     | Массимилиано Монополи Йерун Стрёндинг                                                      | 2:57         |
| 4.  | «4 AM»                 | Беверли Крэйвен Бакстер Джордан Симон Теле                                                 | 3:16         |
| 5.  | «No Way to Hide»       | Принс Стиви Никс                                                                           | 3:22         |
| 6.  | «What Time Is Love?»   | Джеймс Коти Уильям Драммонд                                                                | 3:10         |
| 7.  | «Overdose (Frazy)»     | Андрей Прилипп Бакстер Джордан Симон Теле                                                  | 3:03         |
| 8.  | «Talk About Your Life» | Майк Олдфилд                                                                               | 3:25         |
| 9.  | «I Wish I Was»         | Том Гилберт Санди Том Алекс Кристенсен Бакстер Джордан Симон Теле Марсель Джером Джиалелес | 3:25         |
| 10. | «Black Betty»          | Хадди Ледбеттер                                                                            | 3:34         |
| 11. | «Too Much Silence»     | Вейла Бакстер Джордан Симон Теле                                                           | 5:38         |
| 12. | «Last Hippie Standing» | Бакстер Джодан Симон Теле                                                                  | 6:37         |

| №   | Название                               | Длительность |
| --- | -------------------------------------- | ------------ |
| 13. | «Army of Hardcore (Extended Club Mix)» | 6:05         |
| 14. | «4 A.M. (Picco Remix)»                 | 5:29         |
| 15. | «4 A.M. (Clubstar UK Mix)»             | 3:25         |
| 16. | «4 A.M. (Music Video)»                 | 3:49         |

Издания
- Ограниченное издание включает в себя специальную футболку, которая не продаётся в обычных магазинах.

## Синглы
| 07.09.2012. 4 AM (Web)       | 2-tracks 1. 4 AM - Radio edit (3:17) 2. 4 AM - Club Extended (5:31) 20.01.2013 (UK Web) 1. 4 AM - Radio edit (3:17) 2. 4 AM - Club mix (5:31) 3. 4 AM - Picco edit (3:59) 4. 4 AM - Picco remix (5:29) 5. 4 AM - Clubstar Remix (3:25) |  |
| 02.11.2012. Army of Hardcore | 1. Army of Hardcore - Radio edit (2:57) 2. Army of Hardcore - Club Extended (6:05) |  |

## Семплы
- «I’m a Raver, Baby» основан на семпле из песни «Loser» Бека.
- Текст «Army of Hardcore» взят из песни «Army of Hardcore» группы Neophyte.
- В треке «4 AM» использован семпл из песни «Promise Me» исполнительницы Беверли Крэвен, а также мелодия из трека Отто Ноуса «Million Voices».
- Текст «No Way To Hide» взят из песни Стиви Никс «Stand Back».
- «What Time Is Love?» — кавер на одноимённую песню группы The KLF.
- «Overdose (Frazy)» основан на треке «Frazy» от Synapsenkitzler, а также содержит вокальный семпл из трека Technohead «I Wanna Be a Hippie».
- «Talk About Your Life» — кавер на одноимённую песню Майка Олдфилда.
- «I Wish I Was» основан на треке «I Wish I Was a Punk Rocker (With Flowers in My Hair)» от Санди Том. Также трек содержит мелодию, частично основанную на мелодии из трека «James Brown Is Dead» от L.A. Style.
- «Black Betty» — кавер на одноимённую народную песню. Также содержит семплы из версии от группы Ram Jam.
- «Too Much Silence» содержит вокальную партию из семплерного сборника Black Octopus — «Siren» от канадской певицы Вейлы.